# Teoria cellulare

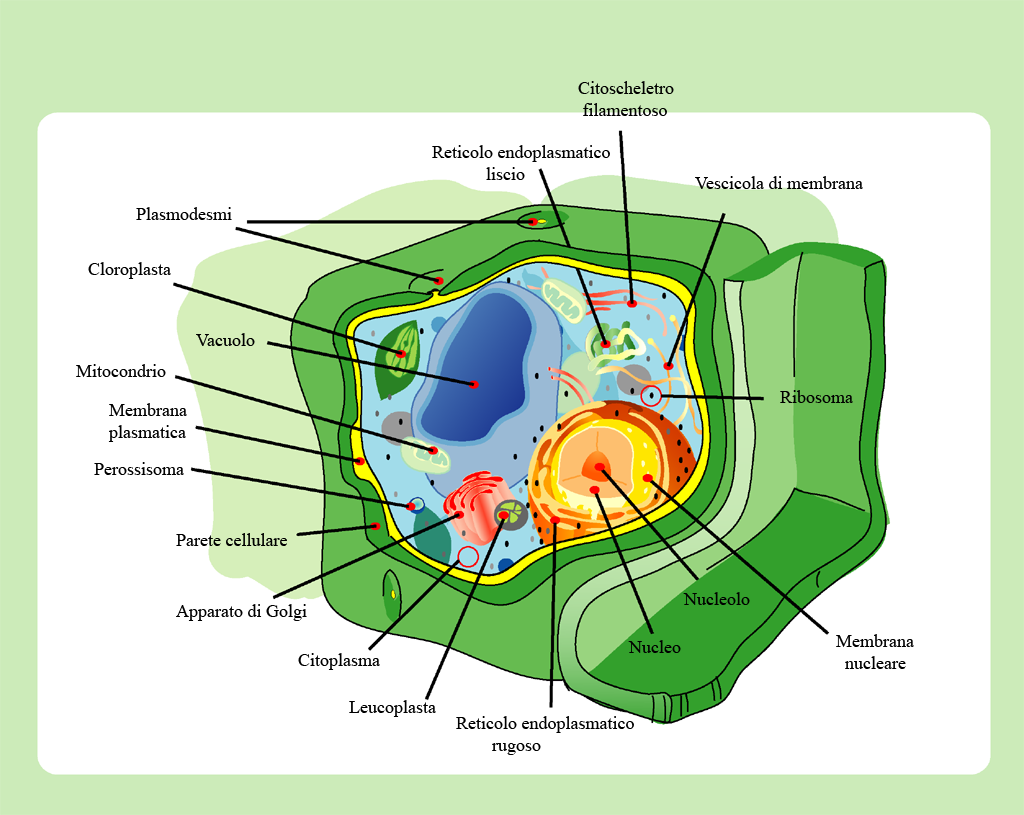
Cellula vegetale

Cellula procariota

La teoria cellulare afferma che tutti gli esseri viventi sono formati da una o più cellule.
Ogni cellula deriva da una preesistente cellula.
Ogni cellula è un'unità organizzativa e autonoma.

## Storia
Il termine "cellula" (piccola cella) fu coniato dal fisico inglese Robert Hooke nel 1665. Osservando al microscopio delle fette sottili di midollo di sughero, Hooke identificò delle piccole strutture distinte, apparentemente vuote, simili a tante piccole celle, le stanze occupate nei conventi dai monaci. In realtà Hooke aveva osservato solo le pareti di cellule morte di midollo di sambuco; non aveva infatti descritto né il nucleo né gli organuli cellulari.
Il primo ad aver osservato una cellula viva al microscopio è stato Antoni van Leeuwenhoek, il quale nel 1674 osservò in campioni di acqua, di cibo e di suolo dei microrganismi, ma di forma molto diversa l'uno dall'altro: alghe Spirogyrae e forse anche batteri.
All'inizio del XIX secolo fra i naturalisti era molto diffusa la convinzione che la costituente fondamentale degli organismi viventi fosse una specie di sostanza gelatinosa entro le quali poteva agire una supposta "forza vitale", e che le strutture visibili al microscopio fossero una solidificazione di tale sostanza. L'idea che le cellule fossero separabili in unità individuali fu proposta da Ludolph Christian Treviranus nel 1811, Johann Jacob Paul Moldenhawer nel 1812 e Henri Dutrochet; quest'ultimo nel 1824 poté formulare uno dei dogmi fondamentali della teoria cellulare moderna, ossia che la cellula è l'elemento fondamentale dell'organizzazione. In realtà anche Dutrochet non è riuscito a vedere i nuclei cellulari, per cui in passato si è sostenuto, sembra ormai senza fondamento, che le sue "cellules globuleuses" potessero essere immagini illusorie prodotte dai poco affidabili microscopi utilizzati nei primi anni del XIX secolo.
Le basi della teoria cellulare furono poste all’incirca verso il 1830: il perfezionamento dei microscopi, in particolare la correzione dell'aberrazione cromatica, anche grazie all'opera di Giovanni Battista Amici permise di trovare analogie fra formazioni diverse come la cartilagine dei tessuti animali e le cellule vegetali. Gli autori che fecero queste osservazioni furono, nel biennio 1838-1839, Matthias Jacob Schleiden e Theodor Schwann, i quali sono considerati i veri ideatori della teoria cellulare per aver identificato nella cellula l'unità presente in tutti gli esseri viventi, piante (Schleiden) o animali (Schwann). In realtà Schleiden riteneva che l'organizzazione fosse frutto di una cristallizzazione spontanea di sostanze organiche inizialmente al di fuori dei confini cellulari (il protoplasma).
Fu infine Rudolf Virchow nel 1858 a concludere che ogni cellula nasce da un'altra cellula preesistente ("Omnis cellula e cellula").

### XVII secolo
- 1620: Hans Lippershey e Zacharias Janssen inventano indipendentemente il microscopio composto che più tardi permetterà agli scienziati di osservare le cellule.
- 1665: Robert Hooke pubblica Micrographia nel quale descrive per la prima volta le cellule osservate in sezioni di sughero.
- 1675: Marcello Malpighi pubblica Anatomes Plantarum, il primo importante lavoro sull'anatomia delle piante basata sull'osservazione microscopica[10].
- 1676: Usando un semplice microscopio, Anton van Leeuwenhoek osserva nell'acqua prelevata da uno stagno, dei microrganismi che lui chiama animalcula (diminutivo latino di animali).

### XVIII secolo
- 1766: In una lettera Abraham Trembley scrive quella che probabilmente è la prima descrizione della divisione binaria di una cellula.
- 1772: Bonaventura Corti osserva le cosiddette "correnti della linfa" nelle alghe Charophyceae[11]), riconosciuta nel 1839 da Hugo von Mohl come la prima descrizione del protoplasma cellulare.

### XIX secolo
- 1805: Lorenz Oken ipotizza che le piante e gli animali sono costituiti dall'assemblaggio di "infusori".
- 1828: Friedrich Wöhler sintetizza l'urea, confutando con ciò la nozione che per la creazione delle molecole organiche sia necessario un principio vitale.
- 1830: Jan Evangelista Purkyně e Gabriel Valentin notano che i tessuti animali sono composti di cellule, come quelli delle piante.
- 1831: Robert Brown osserva il nucleo all'interno delle cellule vegetali.
- 1838-1839: Theodor Schwann e Matthias Schleiden confermano molte osservazioni e sviluppano quella che diviene nota in biologia come la "teoria cellulare".
- 1858: Rudolf Virchow pubblica Cellularpathologie in cui afferma che ciascuna cellula nasce da una cellula preesistente.
- 1860 (circa): Gregor Mendel scopre e descrive le leggi dell'ereditarietà dagli studi effettuati su piante di Pisum sativum
- 1861: Rudolf Albert von Kölliker e altri cominciano ad interpretare l'embriologia in termini di teoria cellulare.
- 1882: Walther Flemming ed Eduard Strasburger descrivono i processi mitotici.
- 1892: August Weismann propone l'ipotesi che l'informazione genetica sia conservata nei cromosomi.

## Teoria cellulare classica
1. "Tutte le piante sono fatte di cellule" (Schleiden)
2. "Tutti gli animali sono fatti di cellule" (Schwann)
3. "Tutte le cellule nascono da altre cellule" (Virchow) formulata nel 1848 ma non dimostrata. Lo scienziato che riuscirà a dimostrare la terza tesi è Louis Pasteur.

## Teoria cellulare moderna
In seguito alle nuove concezioni nate dalla teoria evoluzionistica di Charles Darwin, si arrivò all'attuale formulazione della teoria cellulare.
1. Tutti gli esseri viventi sono costituiti da una o più cellule;
2. Le reazioni chimiche di un organismo hanno luogo all'interno della cellula;
3. Le cellule hanno origine da altre cellule mediante/facendo la riproduzione;
4. Le cellule contengono le informazioni ereditarie, e tali informazioni passano dalla cellula madre alla cellula figlia. Questa è un'estensione del punto 3. Bisogna sapere che la cellula madre si divide in due e quando la cellula figlia si è riprodotta non esiste più.